# José Eustasio Rivera
José Eustasio Rivera (19 de fevereiro de 1889 — 19 de fevereiro de 1928) foi um poeta e romancista colombiano que nas suas escritas denunciou de forma contundente os exploradores de borracha no norte da Amazónia.

## Carreira
Após uma tentativa frustrada de ser eleito para o Senado, foi nomeado Secretário Jurídico da Comissão de Fronteiras Colombo-Venezuela para determinar os limites com a Venezuela, onde teve a oportunidade de viajar pelas selvas, rios e montanhas colombianas, dando-lhe um experiência em primeira mão dos assuntos que ele escreveria mais tarde. Decepcionado com a falta de recursos oferecidos por seu governo para sua viagem, abandonou a comissão e continuou viajando por conta própria. Mais tarde, ele voltou à comissão, mas antes disso foi para o Brasil, onde conheceu a obra de importantes escritores brasileiros de sua época, principalmente Euclides da Cunha. Nesse empreendimento familiarizou-se com a vida nas planícies colombianas e com os problemas relacionados à extração de borracha na selva amazônica, assunto que seria central em sua obra principal, La vorágine (1924), agora considerado um dos romances mais importantes da história literária latino-americana. Para escrever este romance, ele leu extensivamente sobre a situação dos seringueiros na bacia amazônica.
Após o sucesso de seu romance, foi eleito, em 1925, membro da Comissão de Investigação de Relações Exteriores e Colonização. Ele também publicou vários artigos em jornais na Colômbia. Nessas peças, ele criticou irregularidades nos contratos governamentais e denunciou o abandono dos seringais da Colômbia e os maus-tratos aos trabalhadores. Ele também defendeu publicamente seu romance, que foi criticado por alguns críticos literários colombianos como muito poético. Essa crítica seria amplamente silenciada pelos amplos elogios que o romance estava recebendo em todos os outros lugares.

## Trabalhos selecionados
- La Vorágine [The Vortex]. Bogotá: Pontifical Xavierian University. 1924. ISBN 978-958-683-760-6. OCLC 255563404
- Tierra de Promisión [Promised Land]. Bogotá: Pontifical Xavierian University. 1921. ISBN 978-958-683-958-7. OCLC 230814677